# Civil War (canción)
«Civil War» (en español: «Guerra civil») es una canción de protesta de la banda estadounidense de hard rock Guns N' Roses. Es uno de sus sencillos más exitosos ya que se puede encontrar en el recopilatorio Greatest Hits de 2004. La canción fue incluida en su exitoso álbum de estudio Use Your Illusion II. 
La letra es en general una protesta contra la guerra, alegando que cualquier conflicto armado que se lleve a cabo es una guerra civil y que solo "alimenta" (enriquece) a ricos, haciendo referencia a los gobiernos y las elites, y entierra a pobres, quienes son reclutados a combatir en ella. Al final de la canción, el cantante Axl Rose se cuestiona: "What's so civil about war, anyway?" (en español: Al final de cuentas, ¿que tiene de civil las guerras?) a modo de reflexión.
Fue escrita líricamente por Axl Rose y musicalmente por Duff Mckagan y Slash. Es considerada una de sus obras maestras tanto musicalmente como en la letra. La canción cuenta con cuatro solos del guitarrista Slash, sobresaliendo especialmente en el último. En el inicio de la canción puede escucharse una frase de la película estadounidense La leyenda del indomable (1967), siendo el preámbulo de las primeras notas de la guitarra. La canción tiene un comienzo lento pero luego recupera el acelerado ritmo que caracteriza a la banda en su primer álbum de estudio Appetite for Destruction (1987). Fue la última canción de todas en ser grabadas con todos los miembros originales, después Steven Adler fue expulsado de la banda.

## Integrantes
- Axl Rose: Voz.
- Slash: Guitarra solista.
- Izzy Stradlin: Guitarra rítmica y segundas voces.
- Duff McKagan: Bajo y segundas voces.
- Steven Adler: Batería.
- Dizzy Reed: Piano.